# Selhurst Park
Selhurst Park je fotbalový stadion, který se nachází v londýnském South Norwoodu. Stadion je domovem ligového klubu Crystal Palace FC. Současná maximální kapacita stadionu činí 26 255 diváků. Stadion je rozdělen na čtyři tribuny, a to Holmesdale Road Stand (8 147 diváků), Arthur Wait Stand (9 754), Main Stand (6 163 diváků), a Whitehorse Lane Stand (víc než 2 245 diváků).
V roce 1922 byl pozemek dnešního stadionu odkoupen od společnosti Brighton Railway Company za 2 570 liber. Do té doby na něm stála bývalá cihelna. Stadion byl designován slavným skotským architektem Archibaldem Leitchem, který tehdy po celém Spojeném království navrhl spoustu známých fotbalových stadionů. Cena výstavby se nakonec vyšplhala na 30 000 liber. Slavnostní otevření se konalo 30. srpna 1924 utkáním domácích Crystal Palace proti hostujícímu Sheffieldu Wednesday, který domácí před návštěvou 25 000 diváků prohrály poměrem 0:1. V roce 1948 se zde konalo pár fotbalových zápasů na Letních olympijských hrách.
Charlton Athletic se na stadion dočasně přesunul v roce 1985 z důvodu nevyhovujícího zázemí a špatné finanční situace, která pak omezovala jeho opravu. V roce 1990 byly po celém stadionu kompletně nainstalovány sedačky kvůli Taylorově zprávě o tragédii v Hillsborough. O rok později (1991) se Charlton znovu stěhoval a to tentokráte na Boleyn Ground, domácí stadion West Hamu United. Ve stejném roce je pak nahradil další londýnský klub Wimbledon FC, který musel nuceně uzavřít svůj stadion Plough Lane. Působil zde až do roku 2003, kdy se přestěhoval na National Hockey Stadium v Milton Keynes.